# Neptis nemeus
Neptis nemeus är en fjärilsart som beskrevs av Nicéville 1897. Neptis nemeus ingår i släktet Neptis och familjen praktfjärilar. Inga underarter finns listade i Catalogue of Life.